# Die Union
Die Union (eigene Schreibweise: DIE UNION) war eine regionale Tageszeitung der DDR mit dem redaktionellen Hauptsitz in Dresden. Sie erschien ab 1946 als Parteizeitung der Ost-CDU in Sachsen beziehungsweise in den Bezirken Dresden, Karl-Marx-Stadt und Leipzig. Mit einer Auflage von 60.800 Exemplaren war sie die größte Regionalzeitung dieser Blockpartei.
In der Medienlandschaft der DDR nahm das Blatt eine Sonderstellung ein. Die Redaktion war bestrebt, die in den meisten Tageszeitungen der DDR übliche eintönige und einseitige Berichterstattung auf den Innenseiten nicht mitzumachen. Nach der deutschen Wiedervereinigung ging Die Union in Dresden Ende 1991 durch eine Fusion in den Dresdner Neuesten Nachrichten (DNN) auf, die beiden anderen Bezirksausgaben wurden eingestellt.

## Dresdner Ausgabe

### Erste Jahre
Bereits im August 1945 bemühte sich der damalige CDU-Landesvorsitzende Hugo Hickmann bei der Sowjetischen Militäradministration Dresden ohne Erfolg um die Zulassung einer CDU-Parteizeitung in Sachsen, im Herbst 1945 dann auch sein Stellvertreter Friedrich Koring. Die CDU wurde in dieser Zeit durch die Sowjetunion als potenziell gefährliche Partei eingestuft. Ende 1945 trat zudem ein offener Konflikt zwischen der Besatzungsmacht und Ost-CDU-Parteichef Andreas Hermes wegen dessen Kritik an der Durchführung der Bodenreform zu Tage. Die CDU Sachsen gehörte damals zu den Landesverbänden, die sich von der Sowjetunion dazu veranlassen ließen, öffentlich gegen Hermes Stellung zu beziehen. Als „Belohnung“ erteilte die SMAD in Berlin-Karlshorst am 19. Dezember 1945 schließlich die erforderliche Lizenz. Ebenfalls lizenziert wurden damals mit dem Thüringer Tageblatt und den Zeitungen Der Neue Weg und Der Demokrat auch drei der vier Die-Union-Pendants aus den anderen Ländern. Die brandenburgische CDU hingegen hatte nicht gegen Hermes Stellung bezogen; die Märkische Union erhielt die Erlaubnis deshalb erst 1948.

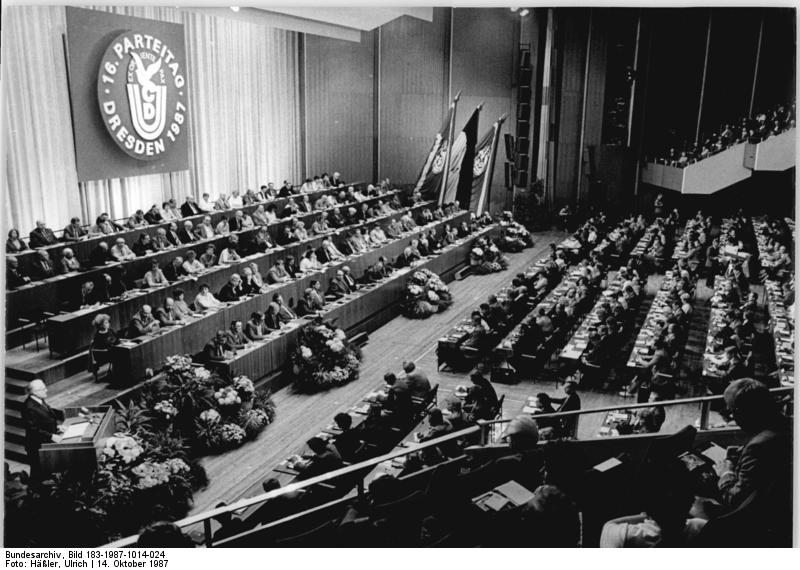
Die Union war eine Parteizeitung der Ost-CDU, hier auf einem Parteitag in Dresden, wo sich auch der Redaktionssitz befand.

Erstmals wurde Die Union am 5. Januar 1946 herausgegeben, erster Chefredakteur war bis 1952 Joseph Ragsch, Verlagsleiter Karl Wagner. Erlaubt war zunächst das Erscheinen von wöchentlich zwei Ausgaben mit jeweils 20.000 Exemplaren zu je vier Seiten und damit nur ein Bruchteil der von Hickmann und Koring erhofften Menge von sechsmal 500.000 Exemplaren pro Woche. Das CDU-Organ war in dieser Zeit mit Abstand die kleinste Parteizeitung Sachsens. Selbst das Sächsische Tageblatt der LDPD durfte bereits zu Beginn seines Bestehens dreimal wöchentlich mit je 50.000 Exemplaren erscheinen. Beliebt war Die Union wegen ihres nichtkommunistischen Vokabulars und der guten Leitartikel. Besonders der Kulturteil der Zeitung galt als lesenswert. Jedoch unterlag sie seit Beginn ihres Bestehens einer strengen Vorzensur, wobei die Redaktion 1946/47 im Gegensatz zu späteren Jahren noch einen vergleichsweise großen Spielraum hatte. Einerseits durften nur Agenturmeldungen der Moskauer TASS oder des Sowjetischen Nachrichtenbüros SNB und ab Ende 1946 die offiziellen Verlautbarungen des ADN verwendet werden, andererseits erfolgte eine zum Teil willkürliche Reglementierung durch Pressezensoren der Sowjetarmee.
Ab April 1946 erschienen insgesamt 35.000 Exemplare zweimal pro Woche, davon einmal vier- und einmal sechsseitig. Die in dieser Zeit neu entstandene Sächsische Zeitung als Landesparteizeitung der SED erschien dagegen sechsmal pro Woche mit jeweils bis zu einer Million Exemplaren. Wiederholte Bitten um eine Auflagenerhöhung für Die Union lehnte die Sowjetunion ab und begründete dies mit einer Rohstoffknappheit. Die Papierlimitierung war jedoch eine staatliche Willkürmaßnahme; ein tatsächlicher Mangel bestand nicht. Im Vorfeld des Volksentscheids in Sachsen vom 30. Juni 1946, der die Enteignung der Großbetriebe von „Kriegs- und Naziverbrechern“ billigte, wurde die Auflage zum Drucken von Propaganda für vier Wochen verdoppelt, danach jedoch wieder auf 35.000 gesenkt. Mitte 1947 wurde eine Halbierung der Papierkontingente für das dritte Quartal des Jahres angekündigt; die Zeitung stand kurzzeitig vor dem Aus. Später wurden die Kontingente wieder erhöht. Im Mai 1950 erschien Die Union zweimal wöchentlich mit einer Auflage von 40.000 Stück.
Eine treibende Kraft in der Redaktion für die Kritik am herrschenden kommunistischen System war in den 1940er Jahren der Lokalredakteur Otto von Saß (1927–1984). Nach dem Zweiten Weltkrieg volontierte der gebürtige Dresdner bei der Zeitung Die Union, wurde Leiter der Lokalredaktion und erlebte als Gerichtsreporter, wie gegen Oppositionelle in der SBZ vorgegangen wurde. Nachdem ihm 1950 nach scharfen Angriffen im SED-Organ Sächsische Zeitung Gruppen der FDJ vor dem Redaktionsgebäude auflauerten, mit der Anwendung körperlicher Gewalt drohten und ihn öffentlich verunglimpften, flüchtete er in den Westen. Dort wurde er unter dem Namen Matthias Walden einer der führenden Publizisten und Fernsehkommentatoren der Bundesrepublik.
Die Zeitung folgte nur widerstrebend den vor allem nach der sogenannten 1. Bitterfelder Konferenz (24. April 1959) von der DDR-Führung geforderten Ausrichtung von Kunst und Kultur auf die sozialistische Parteilinie. In einer Arbeit über die CDU-Presse zwischen 1957 bis 1961 wird festgestellt: „… mit Gewißheit kann man sagen, daß keine der anderen CDU-Bezirkszeitungen damals der Behandlung kultureller Fragen so viel Raum gewidmet hat wie die ‚Union‘ – jedoch keine weiteren redaktionellen Beiträge zu prinzipiellen kulturpolitischen Fragen, keine Stellungnahme christlicher Kulturschaffender oder Kulturfunktionäre zu den auf der Bitterfelder Konferenz aufgeworfenen ideologischen und künstlerischen Problemen, kein Rundtischgespräch oder ähnliche Formen journalistischer Verarbeitung der neuen Thematik… Auch Berichte aus der kulturellen Massenarbeit finden sich zu diesem Zeitraum in der ‚Union‘ nur in verschwindend geringer Zahl. Man kann sich demnach des Eindrucks nicht erwehren, daß die Redaktion die volle Bedeutung und die ganze Tragweite der Bitterfelder Beschlüsse zunächst über Monate hinweg nicht erfaßt hat.“

### 1950er bis 1980er
Die Union fügte sich im Großen und Ganzen in die Zeitungslandschaft der Blockparteien ein; in Dresden konkret neben dem Sächsischen Tageblatt und den Sächsischen Neuesten Nachrichten. Doch einige Blattangebote hoben sie in dieser Zeit deutlich von den anderen Dresdner Tageszeitungen ab: Die Kulturseiten, die wöchentliche Seite „Christ und Welt“ und die Wochenendbeilage „Weg und Zeit“. Die Kulturseiten, außer montags und meist täglich erschienen, wurden geprägt von den Kritiken des Dresdner Denkmalpflegers Fritz Löffler zur Bildenden Kunst und des Musikwissenschaftlers Hans Böhm. Kritiken zur Bildenden Kunst schrieb maßgeblich auch das Redaktionsmitglied Ingrid Wenzkat. Sie verantwortete gleichzeitig die Beilage „Weg und Zeit“. Auf der Seite „Christ und Welt“ wurden permanent Artikel zu kirchenpolitischen und christlichen Themen angeboten – durchaus im CDU-Gedankengut eingebettet, aber eben nicht nur und sehr oft deutlich christlich in einem ideologisch vorgegebenen Umfeld.

#### Klemperer-Tagebücher
Einen publizistischen Höhepunkt erreichte die Zeitung mit der Veröffentlichung von Auszügen aus den Tagebüchern des Romanisten Victor Klemperer. Die-Union-Redakteur Uwe Nösner hatte monatelang die in der Sächsischen Landesbibliothek aufbewahrten Tagebücher entziffert und Auszüge daraus für den Druck aufbereitet. Abgesehen von rund 40 veröffentlichten Tagebuchseiten aus den Jahren 1938 und 1940 in der Zeitschrift neue deutsche literatur, Nr. 2, waren die Union-Veröffentlichungen die ersten überhaupt in solcher Fülle im Rahmen einer langen Fortsetzungsreihe. Nach Klemperers bei Reclam veröffentlichtem, stark beachteten Buch LTI – Notizbuch eines Philologen zeigten nun die persönlichen Einblicke in das Leben des an der Technischen Hochschule Dresden verfemten Professors der Jahre 1936 bis 1945 erschütternde Details des Alltags in einer Diktatur.
Die Union brachte folgende Veröffentlichungen:
1. 1987: unter dem Folgentitel Victor Klemperer, Alltag einer Diktatur – Aus den Tagebüchern 1936 bis 1940, ab Ausgabe 8. Mai (Beginn mit 16. Mai 1936) bis Ausgabe 18./19. Juli (Ende mit 26. Dezember 1940) sowie Anhang als Epilog: Die Resümees der Jahre 1941 bis 1944 (31. Dezember 1941, 31. Dezember 1942. 31. Dezember 1943, 31. Dezember 1944)
2. 1988: unter dem Folgentitel Victor Klemperer – Aus dem Tagebuch – 1941 bis 1945, ab Ausgabe 5. Oktober (Beginn mit 12. Februar 1941) bis Ausgabe 31. Dezember 1988 / 1. Januar 1989 (Ende mit 21. Februar 1944)
3. 1989: unter dem Folgentitel Victor Klemperer – Aus dem Tagebuch – 1941 bis 1945, ab Ausgabe 2. Januar (Beginn mit Fortsetzung 21. Februar 1944) bis Ausgabe 23. Februar (Ende mit 17. Mai 1945) sowie als Anhang aus einem Brief vom 26. Juni 1945

### Wendezeit
Am 9. Oktober 1989 veröffentlichte auch Die Union einen gemeinsam von den Chefredakteuren aller Dresdner Zeitungen verfassten Artikel, in dem die Auseinandersetzungen zwischen Volkspolizei und Demonstranten am Hauptbahnhof in der ersten Oktoberwoche als rowdyhafte, staatsfeindliche und verfassungswidrige Aktionen verurteilt werden. Am Abend desselben Tages, bei der Bekanntgabe der Ergebnisse der Gespräche zwischen der Gruppe der 20 und Oberbürgermeister Wolfgang Berghofer, wurde in der Kreuzkirche für den nächsten Tag angekündigt, dass Die Union eine wahrheitsgetreue Schilderung der Oktober-Ereignisse bringt. Der von Uta Dittmann, der redaktionellen Leiterin des Kulturressorts, verfasste Artikel Es ist möglich, miteinander zu reden gilt als erster realistischer Bericht einer DDR-Zeitung über die Ereignisse bei den Demonstrationen gegen die SED-Politik. Der erste Satz lautete:
„Die Information über die Ereignisse der letzten Tage und Nächte in Dresdens Innenstadt, die auch unsere Zeitung gestern veröffentlicht hat, war einseitig und vermittelt ein falsches Bild.“
Die Entstehung dieses Artikels schildert Uta Dittmann wie folgt: „Am Abend des 8.Oktober 1989 wurde auf der Prager Straße in Dresden die ausweglose Konfrontation der Gewalt durchbrochen. Ich habe am nächsten Tag die ‚Gruppe der 20‘, die dort als Vertretung der Demonstranten ausgewählt worden war, zu ihrem ersten Dialogversuch mit dem Oberbürgermeister begleitet und über das ‚Wunder‘, das sich da ereignet hatte, einen Artikel für meine Zeitung geschrieben. Es war nicht leicht, diesen Artikel zu veröffentlichen, denn bis dahin waren die Ereignisse um den Hauptbahnhof  und die Demonstrationen kriminalisiert und als rowdyhafte Ausschreitungen staatsfeindlicher Elemente, vom 'Westen' gelenkt, dargestellt worden. Dass dieser erste wahrheitsgemäße Bericht in einer DDR-Zeitung überhaupt erschien, lag wohl hauptsächlich daran, dass der Chefredakteur in Panik geriet, weil er zum ersten Mal in seinem Leben keine Anweisungen ‚aus Berlin‘ erhielt und das angekündigte Kommuniquè aus dem Rathaus bis zu unserem Redaktionsschluss immer noch nicht eingetroffen war. So ließ er sich überzeugen, dass es besser wäre meinen Artikel als gar nichts zu bringen.“
Die Wochenendausgabe vom 14./15. Oktober 1989 enthielt erstmals eine Seite mit obrigkeitskritischen Leserbriefen, die mit den Namen und Adressen der jeweiligen Verfasser veröffentlicht wurden. Themen waren freiheitliche Werte, politische Wünsche und wirtschaftliche Visionen. Am 24./25. Februar 1990 berichtete Die Union auf einer kompletten Seite vom Übertritt von Mitgliedern des Neuen Forums in die CDU, was ihr als einseitig vorgeworfen wurde.
Nach der Wende löste sich die Zeitung rasch von dem bisherigen Herausgeber, der DDR-CDU. Sie wurde danach vom Süddeutschen Verlag übernommen und es kam zu einer Kooperation mit der Redaktion der Süddeutschen Zeitung. Die Auflage erreichte nach Wegfall der Papierlimitierung zeitweise etwa 100.000 Exemplare trotz neuer konkurrierender Titel am Zeitungsmarkt.

Logo der DNN

Langfristig war der wirtschaftliche Druck auf das Blatt durch die veränderte Gesamtsituation und die ungleiche Ausgangslage gegenüber den logistisch und finanziell viel stärkeren ehemaligen SED-Zeitungsverlagen und den nachdrängenden westlichen Boulevard-Titeln jedoch enorm. Ende 1991 fand erneut ein Eigentümerwechsel statt. Die Union stellte am 1. Dezember 1991, einen Monat vor dem Abschluss ihres 46. Jahrgangs, ihr Erscheinen mit einer Auflage von 44.000 Exemplaren ein. Sie fusionierte mit den Dresdner Neuesten Nachrichten, die vorher als Zusammenschluss der Sächsischen Neuesten Nachrichten und des Sächsischen Tageblatts entstanden waren. Die bisherigen Abonnenten der beiden Blätter erhielten ab dem 2. Dezember 1991 die neue Zeitung Dresdner Neueste Nachrichten/Die Union. Später wurde die Zeitung in Dresdner Neueste Nachrichten umbenannt, mit einer zwischenzeitlichen Unterbrechung befand sich die Bezeichnung DIE UNION noch bis in die 2010er Jahre im Untertitel.

## Ausgabe Leipzig
Die Leipziger Ausgabe, die ihren Hauptsitz in Halle (Saale) hatte und als Leipziger Lokalzeitung mit dem Mantelteil der in Halle erscheinenden CDU-Tageszeitung Der Neue Weg erschien, stellte eine Besonderheit dar. Im Jahr 1990 ging sie an die Frankfurter Allgemeine Zeitung über und existierte unter dem Dach des Deutschen Zeitungsverlages (DZV) als Die Union noch bis zum 31. Januar 1992. Neben der Leipziger Volkszeitung war sie das einzige nach der deutschen Wiedervereinigung noch übrig gebliebene Lokalblatt der Messestadt. Der Versuch des DZV, die Leserschaft der Zeitung Die Union anschließend mit der überregionalen Tageszeitung Neue Zeit zu beliefern, scheiterte.

## Liste ehemaliger Redakteure
- Dieter Eberle
- Ursula Friedrich
- Klaus Gertoberens
- Otto von Saß
- Christine Wieynk
- Yury Winterberg
- Ingo Zimmermann